# Simieri
Nuraghe Simieri è una costruzione megalitica situata nel comune di Senorbì.
Sorge sull'omonima collina di Simieri, catastalmente è individuata al Foglio 4 particella 2 (il cui centro ha coordinate: Lat. 39° 32' 7.588" N, Lon. 9° 7' 4.774" E). Il monumento dista 250 metri dal centro dell'incrocio fra la nuova SS 128 e la SS 547 (Senorbì- Ortacesus).
L’edificio si compone di una torre principale costituita da filari subregolari di conci parallelepipedi squadrati posti in opera a file alternate. Il vano interno non è ispezionabile poiché risulta ricolmo degli strati di crollo e interro. Sul lato nord-ovest è visibile il perimetro esterno di una seconda torre di cui residuano in elevato pochi filari emergenti dal piano di campagna. Nell’area immediatamente circostante alla struttura si rileva, infine, l’esigua presenza di frammenti ceramici in dispersione superficiale riferibili al repertorio in uso in età tardoimperiale (ceramica comune da mensa, sigillata africana)